# Nationaal Park The Burren
Het Nationaal Park Burren (Engels: Burren National Park/ Iers: Páirc Naisiúnta Bhoirne) is een Iers nationaal park dat in 1991 werd opgericht. Het park beschermt 15 km² bergen, kalksteengronden, kalkgrasland, hazelaar- en elswouden in de Burren. Knockanes is met zijn 207 m het hoogste punt van het park, daarrond liggen kalksteengronden en de berg Mullaghmór.  

## Afbeeldingen

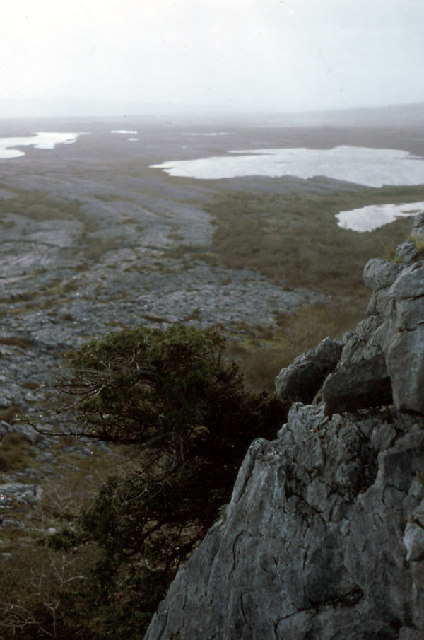
Lough Gealain, Nationaal park Burren
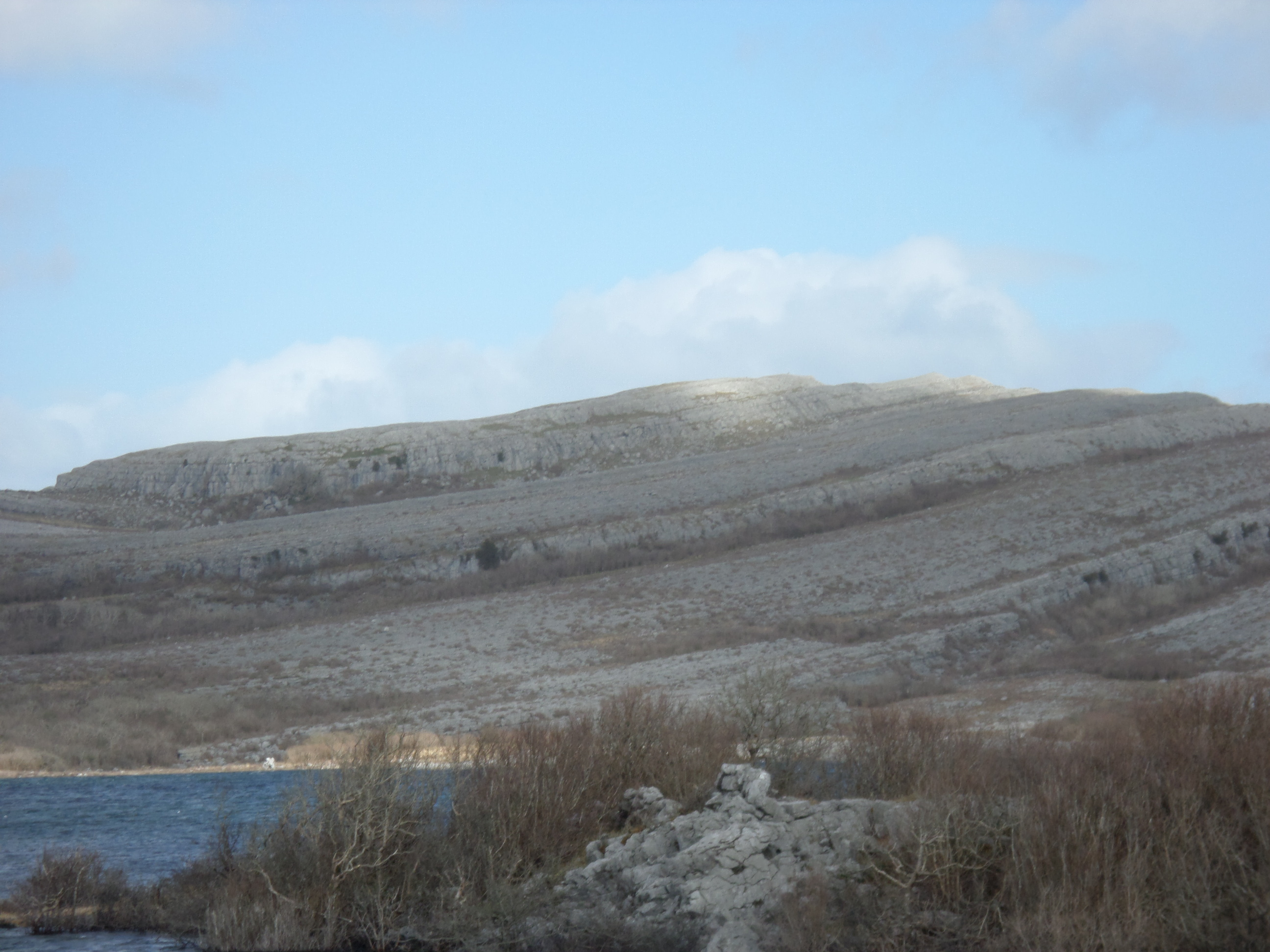
Mullaghmore, Nationaal park Burren